# 马扎尔霍莫罗格
马扎尔霍莫罗格（匈牙利語：Magyarhomorog）是匈牙利豪伊杜-比豪尔州所辖的一个村。总面积39.56平方公里，总人口832，人口密度21.0人/平方公里（2011年1月1日）。